# Horsfieldia macrothyrsa
Horsfieldia macrothyrsa är en tvåhjärtbladig växtart som först beskrevs av Friedrich Anton Wilhelm Miquel, och fick sitt nu gällande namn av Otto Warburg. Horsfieldia macrothyrsa ingår i släktet Horsfieldia och familjen Myristicaceae. Inga underarter finns listade i Catalogue of Life.